# Droits de l'homme au Bhoutan
La situation des droits de l'homme au Bhoutan est sujette à plusieurs préoccupations, dont la plus grande d'entre elles est le statut des réfugiés bhoutanais et la protection de la minorité népalaise des Lhotshampas, déportée dans les années 1990 et vivant depuis dans des camps de réfugiés au Népal. Il y a aussi des inquiétudes quant à la liberté de religion, bien que celle-ci soit garantie : le prosélytisme non bouddhiste est interdit du fait que le bouddhisme est la religion officielle du pays (75 % de la population la pratiquant).
Les droits de l'homme sont garantis par l'article 7 de la Constitution du Bhoutan.

## Cadre légal

### Constitution
La Constitution du Bhoutan a été adoptée en 2008, après l'abolition de la monarchie absolue (la même année que le Népal) pour une monarchie constitutionnelle. L'article 7 de la Constitution définit les droits fondamentaux suivants :
- le droit à la vie, à la liberté et à la sécurité[1] ;
- la liberté d'expression[1] ;
- la liberté de pensée et de religion[1] ;
- la liberté de la presse[1] ;
- la liberté de circulation et de résidence[1] ;
- le droit à la propriété[1] ;
- la liberté d'assemblée et d'association[1] ;
- la lutte contre les discriminations fondées sur la race, le sexe, la langue, la religion et les opinions politiques[1].